# Горское (Ленинградская область)
Горское (до 1948 года Нахкурила, фин. Nahkurila) — посёлок в Каменногорском городском поселении Выборгского района Ленинградской области.

## Название
Зимой 1948 года деревня Нахкурила была переименована в Горки, это решение было обосновано «географическими условиями». Через полгода новое название было изменено на Горская. Переименование в форме среднего рода было закреплено указом Президиума ВС РСФСР от 13 января 1949 года.

## История

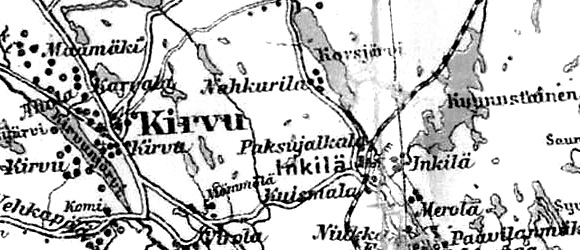
Деревня Нахкурила на финской карте 1923 года

До 1939 года деревня Нахкурила входила в состав волости Кирву Выборгской губернии Финляндской республики.
С 1 января 1940 года — в составе Карело-Финской ССР.
С 1 июля 1941 года по 31 мая 1944 года финская оккупация.
С 1 ноября 1944 года — в составе Никольского сельсовета Яскинского района.
С 1 октября 1948 года — в составе Зайцевского сельсовета Лесогорского района.
С 1 января 1949 года учитывается административными данными, как деревня Горское.
В 1958 году население деревни составляло 109 человек.
С 1 декабря 1960 года — в составе Выборгского района. 
По данным 1966, 1973 и 1990 годов посёлок Горское входил в состав Бородинского сельсовета.
В 1997 году в посёлке Горское Бородинской волости проживали 6 человек, в 2002 году — 4 человека (все русские).
В 2007 году в посёлке Горское Каменногорского ГП проживали 4 человека, в 2010 году — 3 человека.

## География
Посёлок расположен в северной части района на автодороге 41К-415 (Бородинское — Залесье).
Расстояние до административного центра поселения — 24 км. 
Расстояние до ближайшей железнодорожной платформы Инкиля — 3 км. 
Посёлок находится на западном берегу озера Горского озера.

## Демография
| 2007 | 2010 | 2017 | 2021 |
| ---- | ---- | ---- | ---- |
| 4    | ↘3   | →3   | ↗33  |

## Улицы
Горская, Дымовский проезд, Заозёрный проезд, Лиственная, Хвойная.